# 安藤誠明
安藤 誠明（あんどう ともあき、1996年12月19日 - ）は、日本の歌手、タレントで、日韓合同ダンスボーカルグループ・ORβITのメンバー。ORβITとしての活動名は、TOMO（トモ）。福岡県出身。JB Entertainment、Future Passport所属。

## 略歴
福岡県出身。高校時代に大型船のエンジニアの免許を取得し、卒業後は大型客船の乗船資格が取得できる専攻科に進学。海運会社に就職し、船で働きながら寄港した際にオーディションを受けていた。2019年に開催されたDEEP主催のオーディション『DEEP VOCALIST AUDITION』では3次審査に進出、同年9月から放送された公開オーディション番組『PRODUCE 101 JAPAN』ではファイナルに進出した。
2020年2月9日、ORβITの6人目のメンバーとして公開され、同時にグループの結成を発表。同年5月、ViVi国宝級NEXTイケメンランキング【2020年上半期】で7位にランクイン。同年11月11日、ORβITとしてデビューアルバム『00』をリリースし、正式にデビューした。同年12月には、PRODUCE 101 JAPANで共演し、同じ事務所に所属するHICOのデビューシングル「STRAWBERRY」にフィーチャリング参加した。
2021年5月、「TVガイドAlpha EPISODE QQ」で自身初の雑誌単独掲載。同年6月から配信されたABEMAの『恋するメソッド』シーズン1で自身初のバラエティ番組単独レギュラー出演。
2022年6月、ORβIT、HICO、BUGVELによる音楽ユニットDream Gateに参加。同時期に後述の一部週刊誌に虚偽の報道が掲載され、同年7月1日より無期限の活動休止を発表。同年9月末日をもって休止期間を終了し、10月を復帰準備期間に充て、11月1日よりORβITとしての活動を再開。
2024年12月19日、自身の誕生日にソロ曲「Good Night」を配信リリース。
2025年6月4日、1stシングル「Melting Rain」をリリース。

### 週刊誌報道
2022年6月15日、元交際相手の女性がドメスティックバイオレンス被害告発を装った内容が一部週刊誌に掲載されたが、そのような事実はなく、反対にその女性からストーカー被害を受けていた。その後2023年3月末日には、相手方に対して警視庁より正式に接近禁止命令が出されていることを報告している。また、所属事務所はこの件に関して事実確認を怠ったメディア側に抗う意向である。

## 人物
- 趣味は、歌うこと、音楽鑑賞、映画鑑賞、スポーツ全般、釣り、筋トレ[15]、食、散歩[16]、犬の動画をみること[17]。特に筋トレについては、ゴリラに憧れて小5から自重トレーニングを始め、握力の最高記録は87kg[2]。
- 特技は、柔道、釣り、スポーツ全般、子供と遊ぶこと[15]。
- 好きな言葉は、「やらない後悔よりやる後悔」[17][18]。好きな音楽は、洋楽のR&B、EXILE、玉置浩二[2]。
- 姉、弟がいる。デビューのきっかけとなった『PRODUCE 101 JAPAN』には、K-POP好きの姉の薦めで参加した[2]。
- 元船のエンジニアで、船上ではエンジンルームで歌の練習をしていた[2]。
- ORβITでは、自身のソロ曲を含めた一部の楽曲で作詞を担当している。
- 誠実で明るく、ポジティブで笑顔を絶やさない人柄である[19]。ORβITのメンバーからは、意外と人見知りで寂しがり屋だが、面白くて優しくて頼りになり、マイペースで、限りなく温かく、真っ直ぐで、音楽への情熱が溢れる人と評されている[20][21][22][23]。

## 作品

### デジタルシングル
| 公開日         | タイトル   |
| -------------- | ---------- |
| 2024年12月19日 | Good Night |

### シングル
| No. | 発売日       | タイトル     | レーベル      | 規格品番  | 形態 | 最高位 |
| --- | ------------ | ------------ | ------------- | --------- | ---- | ------ |
| 1st | 2025年6月4日 | Melting Rain | Present Label | PLCD-0052 | CD   | TBD    |

### 参加楽曲

#### PRODUCE 101 JAPAN
- 「ツカメ 〜It's Coming〜」 - 『ツカメ 〜It's Coming〜』収録
- 「Black Out」 - 『PRODUCE 101 JAPAN - 35 Boys 5 Concepts』収録（「Black Out」名義）
- 「Young」 - 『PRODUCE 101 JAPAN - FINAL』収録
- 「さよなら青春」 - 『PRODUCE 101 JAPAN - FINAL』収録

#### その他
- 「STRAWBERRY」（「HICO feat. TOMO」名義）
- 「CHAMPION」（「TOMO&MAHIRO」名義）
- 「ON THE MOON」（「TOMO＆SHUNYA」名義）

## 出演

### テレビ番組
- PRODUCE 101 JAPAN（2019年9月26日 - 12月11日、TBS系列・GYAO!）[15]

### インターネット配信番組
- 恋するメソッド（2021年6月28日 - 、ABEMA）[8][9]